# Pardosa leipoldti
Pardosa leipoldti là một loài nhện trong họ Lycosidae.
Loài này thuộc chi Pardosa. Pardosa leipoldti được William Frederick Purcell miêu tả năm 1903.